# Enema of the State
Enema of the State er det tredje studiealbum fra blink-182. Albummet var udgivet på MCA Records og det indeholder blandt andet hitsinglerne "What's My Age Again?", "Adam's Song" og "All the Small Things". Albummet var blink-182s første album med Travis Barker på trommer. Albummet er deres bedst sælgende, da der er solgt mere end 15 millioner eksemplar på verdensplan. Dette gør albummet til det fjerde bedst sælgende pop-, punkalbum nogensinde (kun overgået af Green Days Dookie og American Idiot og The Offsprings Smash).
Enema of the State er desuden meget kendt for coveret på albummet, hvor Janine Lindemulder er klædt ud som en sygeplejerske. Hun optræder også i deres videoer til "What's My Age Again?" og "Man Overboard".